# Écologie benthique
L'écologie benthique est la science qui s'intéresse aux organismes du benthos et aux interactions entre eux et avec leur milieu de vie. Elle concerne à la fois les mers et océans et le milieu dulçaquicole. En milieu salé, les sujets d'études vont des récifs coralliens aux plaines abyssales en passant par l'écologie côtière des zones tempérées et les fumeurs noirs.
Comme dans d'autres milieux, les activités humaines ont un impact considérable sur l'écosystème benthique, directement par la surpêche ou la destruction des habitats par le dragage des fonds marins et indirectement via le réchauffement climatique.
L'écologie benthique se distingue traditionnellement de l'écologie du milieu pélagique qui concerne les interactions entre plancton et necton dans la colonne d'eau. Cependant le milieu benthique reste dépendant du milieu pélagique.

## Étymologie
L'adjectif benthique dérive du grec ancien βένθος, benthos, signifiant « profondeur » et s'emploie pour préciser qu'une espèce vit sur le fond marin ou dans le substrat.

## Diversité de milieux et processus écologiques
L'écosystème benthique forme un ensemble avec l'écosystème pélagique et les deux sont, souvent, difficilement dissociables.
La nature des écosystèmes benthiques dépend du type de substrat, rocheux ou mous, avec une granulométrie variable. Un autre critère est de savoir si l'eau qui le baigne est immobile ou s'il y a du courant : cela va déterminer la fréquence de perturbation (naturelle) du milieu. Enfin l'apport de matière organique peut être autochtone ou allochtone.

### Application de la Théorie des îles
Les récifs coralliens, cheminées hydrothermales ou les carcasses de baleines déposés sur les grands fonds se comportent comme des îles du point de vue écologique : ce sont des milieux hébergeant des espèces très spécialisées, isolés les uns des autres dans une matrice difficilement franchissable par lesdites espèces[réf. souhaitée].

### Relations proie-prédateur et équilibres écologiques
Une étude publiée dans la revue Ecology, présente le cas d'une pullulation d'oursins pourpres après qu'une épidémie a fait quasiment disparaître son prédateur principal, Soleil de mer (Pycnopodia helianthoides). Des conséquences sur les forêts de kelps se sont rapidement fait sentir, en effet cette algue est leur principal aliment.
Dans les aires marines protégées, deux autres espèces ont remplacé le soleil de mer : le Labre californien et la langouste panulirus interruptus. En dehors des aires protégées les populations de ces deux consommateurs d'oursin sont moindre et les individus moins grands, ils sont donc moins performants pour réguler la population d'oursins,.

## Impact de l'Homme et de ces activités

### Pêche
Le chalutage désigne une méthode de pêche par l'utilisation de filets lestés, très larges, traînés sur le fond marin. Cette méthode de pêche est interdite dans l'union européenne depuis 2016 au-delà de 800m de profondeur. Elle provoque la destruction des habitats, en ratissant le substrat. Une équipe de chercheurs a montré l'impact de ces pratiques en méditerranée, le limon des canyons sous-marins est arasé des sommets des canyons et s'accumule dans les creux du terrain. Plus les passages d'engins de pêches sont fréquents, plus le paysage est lissé

## Discipline et études scientifiques
Karl Möbius est considéré comme un des initiateurs des études scientifiques sur le milieu benthique.
Des études sont menées sur les mécanismes du milieu benthique afin de mieux en comprendre l'écosystème. Des diatomées benthiques sont utilisées par la directive-cadre sur l'eau (ou DCE) de l'Union européenne pour établir des ratios de qualité écologique et suivre l'état écologique de lacs,. Des recherches sont menées sur les indicateurs de qualité écologique des écosystèmes aquatiques en régions côtières, selon le caractère urbanisé ou non de ces régions.